# Luxi, Honghe
Ej att förväxla med Mang, Dehong, stad på häradsnivå ii Yunnan-provinsen, tidigare benämnd Luxi (shi).
Luxi, tidigare romaniserat Lusi, är ett härad i Honghe, en autonom prefektur för hanifolket och yifolket i Yunnan-provinsen i sydvästra Kina.